# سیارک ۴۱۴۰
سیارک ۴۱۴۰ (به انگلیسی: 4140 Branham، نامگذاری:1976VA) چهار هزار و صد و چهلمین سیارک کشف شده‌است که در ۱۱ نوامبر ۱۹۷۶ کشف شد.
قدر مطلق سیارک برابر ۱۰٫۹۰ است.